# JK Maag Tammeka Tartu
A JK Maag Tammeka Tartu, teljes nevén Jalgpalloklubi Maag Tammeka Tartu egy rövid életű észt labdarúgócsapat, amely 2006-ban alakult, majd 2008-ban már meg is szűnt. A két klub, amelyből létrejött, a Tammeka és a Maag Tartu. Működése 2 évében folyamatosan az első osztályban szerepelt, előbb az ötödik, majd a hetedik helyen végzett.

## Külső hivatkozások
- Hivatalos weboldal